# 인삼차

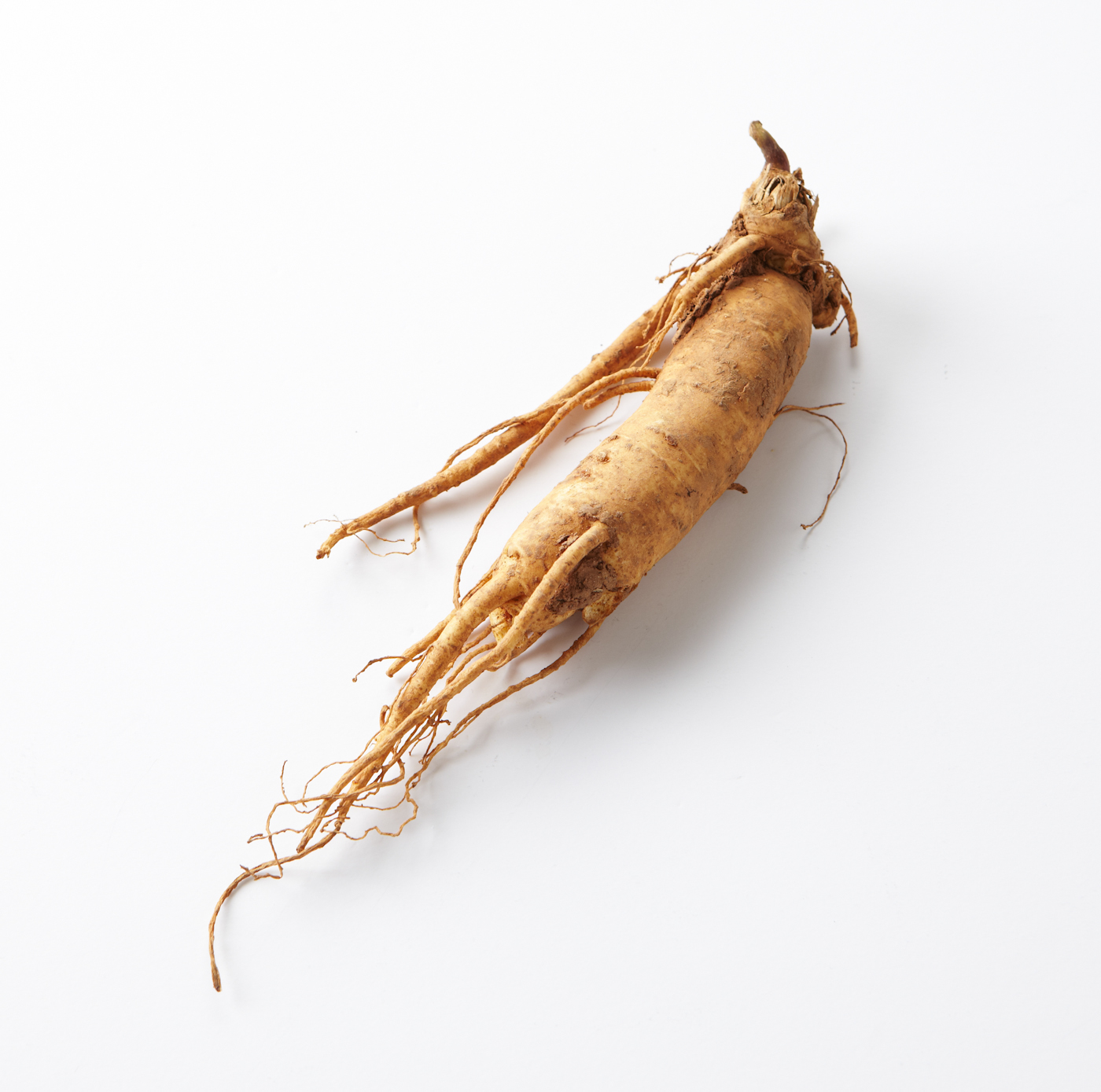
인삼

인삼차(人蔘茶)는 인삼으로 만든 한국의 전통차이다. 차로 불리긴 하지만 차잎이 포함되어 있지 않다. 인삼뿌리로 만들어 우려낸 허브차이다. 인삼은 시원하고 습기가 많은 그늘진 숲에서 자란다. 느리게 성장하는 식물이므로 경작을 하기 어렵다. 뿌리의 경작이 준비될 때까지 4~6년 소요될 수 있다.

## 같이 보기
- 전통차#인삼차
- 인삼주